# 1835 в Україні

## Особи

### Народились
- 15 січня, Дроздовський Гордій Іванович (1835—1908) — офіцер Російської імператорської армії XIX ст., генерал-майор у відставці, учасник Севастопольської оборони, викладач військової справи, другий командир (1892—1895) 168-го піхотного резервного Острозького полку.
- 17 січня, Климкович Ксенофонт Григорович (1835—1881) — український письменник, поет, перекладач, журналіст і співробітник галицьких видань.
- 8 лютого, Сольський Степан Михайлович (1835—1900) — літератор, педагог, громадський діяч, професор Київської духовної академії, дійсний статський радник, київський міський голова в 1887—1900 роках.
- 14 березня, Коховський Всеволод Порфирійович (1835—1891) — педагог, письменник, генерал-лейтенант, засновник і перший директор «Педагогічного музею» в Петербурзі, збирав та зберігав малярську спадщину Тараса Шевченка.
- 19 березня, Симиренко Василь Федорович (1835—1915) — український промисловець, інженер-конструктор та технолог у галузі цукроваріння, визначний меценат української культури, видавець.
- 26 березня, Литовченко Олександр Дмитрович (1835—1890) — український історичний живописець.
- 29 березня, Селецький Кирило (1835—1918) — український греко-католицький священик, письменник, публіцист, активний громадський діяч.
- 14 квітня, Мершавцев Федір Матвійович (1835—1903) — дворянин, капітан-лейтенант Імператорського морського флоту, учасник Кримської війни.
- 21 травня, Антонович Максим Олексійович (1835—1918) — філософ-матеріаліст, демократ, просвітитель, літературний критик і природознавець.
- 5 липня, Тищинський Олександр Амфіанович (1835—1896) — український громадсько-політичний діяч і журналіст. Лідер революційного гуртка у Тартуському університеті (1861).
- 2 вересня, Єфименко Петро Савич (1835—1908) — український етнограф та історик, статистик за професією, учасник революційного руху.
- 22 вересня, Потебня Олександр Опанасович (1835—1891)- український мовознавець, філософ, фольклорист, етнограф, літературознавець, педагог, громадський діяч, доктор філології, професор, член-кореспондент Петербурзької АН з 1875 року, член багатьох (у тому числі зарубіжних) наукових товариств. Лауреат Уваровської премії.
- 30 вересня, Заревич Федір Іванович (1835—1879) — український письменник, журналіст. Засновник української періодики в Галичині.
- 1 жовтня, Остап Волощак (1835—1918) — біолог, дослідник карпатської флори, знавець вербуватих рослин (Salicaceae).
- 27 жовтня, Янсон Юлій Едуардович (1835—1893) — статистик і економіст, член статистичного ради Міністерства внутрішніх справ, член-кореспондент Академії наук (1892), голова відділення статистики і епідеміології Російського товариства охорони народного здоров'я (з 1884), член Міжнародного статистичного інституту (з 1885).
- 5 листопада, Моріц Шепс (1835—1902) — австрійський журналіст, політик профранцузького напряму, власник і видавець віденських газет Morgenpost та Wiener Tagblatt.
- 8 листопада, Оссовський Готфрид Йосипович (1835—1897) — український геолог, археолог і краєзнавець.
- 19 грудня, Троцький Віталій Миколайович (1835—1901) — російський воєначальник і державний діяч, військовий губернатор Сирдар'їнської області, генерал-ад'ютант, генерал від інфантерії.
- Алчевський Олексій Кирилович (1835—1901) — український промисловець, банкір, громадський діяч, меценат.
- Бутовський Юхим (1835—1885) — кобзар.
- Гончаренко Гнат Тихонович (1835—1917) — бандурист.
- Португалов Веніамін Осипович (1835—1897) — земський лікар та публіцист.
- Станіслав Хлєбовський (1835—1884) — польський художник-орієнталіст, відомий історичним живописом та батальними сценами. Також писав портрети, жанрові полотна.
- Шейковський Каленик Васильович (1835—1903) — український мовознавець, етнограф, видавець, педагог.

### Померли
- 15 січня, Станевич Євстафій Іванович (1775—1835) — письменник та філософ часів Російської імперії, директор училищ в Курській губернії.
- 22 жовтня, Кармалюк Устим Якимович (1787—1835) — шляхетний розбійник та український національний герой, керівник повстанського руху на Поділлі у 1813—1835 роках проти національного і соціального гніту українських кріпаків панами.
- 13 листопада, Корж Микита Леонтійович (1731—1835) — запорозький козак, автор усних оповідань та автобіографії.

## Засновані, створені
- Харківська губернія
- Юридичний факультет Київського національного університету імені Тараса Шевченка
- Високий Замок (парк)
- Львівська ратуша
- Ай-Тодорський маяк
- Михайлівська церква (Одеса, вулиця Маразліївська)
- Михайлівська церква (Безуглівка)
- Спасо-Преображенський кафедральний собор (Дніпро)
- Собор Різдва Христового (Ізяслав)
- Костел Народження Пресвятої Діви Марії (Долина)
- Церква Святителя Миколая Чудотворця (Новоставці)
- Церква Преображення Господнього (Залісся)
- Либідь (видавництво)
- Заломи
- Світлодолинське (Саратський район)
- Трохимбрід
- Будинок Донців-Захаржевських
- Церква Святого Великомученика Димитрія Солунського (Білі Ослави)

## Видання, твори
- Миргород (збірка)
- Сватання на Гончарівці (п'єса)
- Смерть Лукреції (Шевченко)
- Наські українські казки